# Куцый, Григорий Семёнович
Григо́рий Семёнович Ку́цый (1911—1977) — советский историк и педагог, один из организаторов высшего образования в Приморском крае. Доктор исторических наук, профессор. Ректор Дальневосточного государственного университета (1956—1959).

## Биография
Григорий Куцый родился 20 апреля 1911 года в селе Гавришовка Винницкого уезда Подольской губернии. В раннем детстве лишился отца. В 1919 году, в возрасте восьми лет, стал батраком, чтобы помогать семье. В 1920-е годы его семья пережила голод.
В 1924 году поступил в двухклассное училище, затем в педагогический техникум, который окончил в 1928 году. Затем окончил филологический факультет Винницкого педагогического института (1932).
В 1932 году по комсомольской путёвке приехал в Спасск-Дальний. Работал заведующим учебной частью и преподавателем литературы, позже стал преподавателем новой истории в спасском педагогическом техникуме. Отслужил два года в РККА, после чего вернулся к преподаванию. Был руководителем курсовых мероприятий по подготовке учителей начальной школы, директором вечернего учительского института, директором средней школы № 3. В 1939 году, будучи директором школы № 3, получил звание Заслуженный учитель РСФСР. Параллельно с преподавательской деятельностью занимался и исследовательской работой в архивах, основной сферой его интересов была история революции и Гражданской войны на Дальнем Востоке.
В июне 1941 года Куцый был назначен заведующим Приморским краевым отделом народного образования. Возглавлял крайоно в трудное военное время, когда многие школы были вынуждены закрыться, так как значительная часть учителей ушла на фронт, не хватало учебников и принадлежностей. Тем не менее при Куцем в крае были открыты несколько новых школ, в частности школы рабочей молодёжи, школа для детей с ослабленным здоровьем. Куцый прилагал немало усилий для популяризации профессии учителя, неоднократно встречался с выпускниками школ, убеждая их в важности этой профессии. В 1943 году при его содействии был открыт Владивостокский государственный педагогический институт (ВГПИ), что позволило начать в Приморье подготовку новых педагогических кадров.
В 1952 году Г. С Куцый, по-прежнему возглавлявший крайоно, защитил кандидатскую диссертацию на тему «Борьба за советскую власть в Южном Приморье (ноябрь 1917 — март 1920 гг.)».
В январе 1953 года Куцый занял пост директора ВГПИ, одновременно став заведующим кафедрой истории СССР этого института. На этом посту приложил много усилий для того, чтобы преподаватели ВГПИ могли заниматься научной работой, выезжать в центральные районы СССР для работы в библиотеках и архивах.
29 августа 1956 года Совет Министров СССР принял решение о восстановлении упразднённого в 1930 году Дальневосточного государственного университета (ДВГУ) на базе ВГПИ. 1 сентября 1959 года вуз начал свою работу, и Куцый стал его первым ректором. Возрождение ДВГУ стало во многом личной заслугой Куцего: он наладил связи с преподавателями МГУ, которые оказали значительную помощь в организации работы восстановленного вуза. В пополнении университетской библиотеки оказали помощь Ленинградский и Казанский университеты, Государственная публичная библиотека имени М. Е. Салтыкова-Щедрина, библиотека ТОФ. В ДВГУ были привлечены кадры из вузов и научно-исследовательских учреждений всей страны. По инициативе ректора с 1957 года в ДВГУ начали проводиться ежегодные университетские конференции, в 1958 году в вузе появилась аспирантура. При Куцем университет получил здание по улице Суханова, 8, которое было одним из основных зданий ДВГУ вплоть до его переезда на Русский остров в 2013 году.
В 1960 году Г. С. Куцый оставил пост ректора ДВГУ. Для завершения своей докторской диссертации он перешёл на работу в отдел истории Дальневосточного филиала Сибирского отделения Академии наук СССР. Диссертация под названием «Рабочий класс Дальнего Востока в период Октябрьской революции, гражданской войны и военной интервенции (ноябрь 1917 — март 1920 гг.)». была защищена им в 1964 году в МГУ. После её защиты он вернулся в ДВГУ, где стал заведующим кафедрой истории СССР.
Г. С. Куцый — автор более 100 научных и научно-методических работ, в том числе трёх монографий и более 60 статей. Среди учеников Г. С. Куцего — Э. В. Ермакова, Е. А. Лыкова, Э. В. Воронова, В. А. Ященко, В. Л. Ларин и многие другие известные историки.
Неоднократно избирался депутатом Спасского районного и городского Советов.
Умер 9 июля 1977 года. Похоронен во Владивостоке на Лесном кладбище.

## Семья
Сын — Ю. Г. Куцый, также историк. В 1970-х годах был заведующим кафедрой истории КПСС в УГПИ.

## Награды
- два ордена Трудового Красного Знамени
- Заслуженный учитель РСФСР (1939)
- семь медалей

## Память
- Имя Г. С. Куцего в 1996 году присвоено средней школе № 3 Спасска-Дальнего. На здании школы установлена памятная доска, в школе создан музейный уголок его памяти.
- В 2011 году по распоряжению Администрации Приморского края в регионе прошла серия памятных мероприятий, посвящённых 100-летию со дня рождения Г. С. Куцего.